# Progate Templom
A Progate Templom (angolul: Progate Temple) a Csillagok háborúja elképzelt univerzumának egyik helye.

## Leírása
A Progate Templom a Geonosis nevű bolygón élő geonosisiak legszentebb helye, és Nagy Karina királynő székhelye. Az alsó szintjei hatalmas labirintusszerű katakombákból tevődnek össze. Ezekben a katakombákban az agyférgek segítségével zombivá változtatott egy egész geonosisi hadsereg szolgálja és védelmezi a királynőt.

## Története
A második geonosisi csata után Kisebb Poggle főherceg Nagy Karina királynő udvarába menekül, de őt követi Luminara Unduli Jedi Mester és a Buzz becenevű klónkatona. A zombi geonosisiak megölik a klónkatonát és elfogják a jedit. Kisebb Poggle éppen egy agyférget akar bejuttatni Luminarába, amikor Obi-Wan Kenobi, Anakin Skywalker és néhány klónkatona rájuk támad, megszabadítva a jedit, elfogva Poggle-t és összerombolva a Progate Templom alsó szintjeit. Feltehetően ekkor meghal a geonosisiak királynője, de erre a feltételezésre nincs bizonyíték.

## Megjelenése a filmekben
A Progate Templomot a „Star Wars: A klónok háborúja” című televíziós sorozat két részében láthatjuk: a második évad 7. „Rémuralom” (Legacy of Terror) és 8. „Az élősködők” (Brain Invaders) részeiben. Az elsőben szerepel a másodikban, csak visszaemlékezésből láthatjuk.
A fenti sorozaton kívül a Progate Templom a „LEGO Star Wars III: The Clone Wars” című sorozatban is látható.

## Fordítás
- Ez a szócikk részben vagy egészben a Progate Temple című Wookieepedia-szócikk fordítása. Az eredeti cikk szerkesztőit annak laptörténete sorolja fel.